# گوهر بیابان
گوهر بیابان (انگلیسی: Jewel of the Sahara) یک فیلم کمدی فانتزی کوتاه آمریکایی به کارگردانی جرارد باتلر است که در سال ۲۰۰۱ منتشر شد. از بازیگران آن می‌توان به جرارد باتلر، کلیفورد دیوید و پتر فرانتسن اشاره کرد.